# Johannes Jaumann
Johannes Jaumann (* 6. September 1902 in Brünn; † 1971) war ein deutscher Physiker und Hochschullehrer.
Ab 1933 bekleidete Jaumann eine außerordentliche Professur für theoretische Elektrotechnik an der Technischen Hochschule Brünn.
Während des Krieges entwickelte er ab 1943 in Zusammenarbeit mit der IG Farben Tarnkappenanstriche für U-Boote, die die gegnerische Funkmessortung erschweren sollten (Projekt Schornsteinfeger). Das dabei realisierte Konzept war ab 1944 einsatztauglich und beruhte auf einer mehrlagigen Abfolge unterschiedlich leitfähiger Schichten, die zu einer „Versumpfung“ der Radarstrahlen und die Umwandlung von deren Energie in Wärme führen. Dieses Prinzip wurde nach dem Krieg international aufgegriffen und gilt bis heute unter dem Namen Jaumann-Absorber als eine der Standardtechnologien auf dem Gebiet der Radar-Abschirmtechnik.
Während des Krieges ging Jaumann auf Veranlassung Walther Gerlachs an dessen Institut für Experimentalphysik an der Ludwig-Maximilians-Universität in München und arbeitete dort auch eng mit dem (eigentlich schon emeritierten) Arnold Sommerfeld wissenschaftlich zusammen. Sommerfeld schätzte ihn hoch und bezeichnete es als „unbegreiflich und widersinnig“, dass Jaumann wegen seiner seinerzeitigen Mitgliedschaft in der Sudetendeutschen Partei (die später eine automatische Mitgliedschaft in der NSDAP nach sich zog) von den Alliierten als „Mitläufer“ des Nationalsozialismus eingestuft wurde; diese Einstufung bereitete Jaumann nach dem Krieg vorübergehend Probleme bei der Arbeitsplatzsuche.
Nach Kriegsende gehörte Jaumann zu einer Kommission, die von ehemaligen Prager Professoren (dem Collegium Carolinum) eingesetzt worden war, um Ansprüche aus Böhmen stammender deutscher Wissenschaftler gegenüber der bayerischen Regierung geltend zu machen.
1945 arbeitete Jaumann zunächst als Gastprofessor an der Technischen Hochschule Stuttgart, ehe er 1950 schließlich auf den ordentlichen Lehrstuhl für Experimental-Physik an die Universität Köln berufen wurde. Von 1951 bis 1970, also ein Jahr vor seinem Tod, lehrte er dort am Physikalischen Institut.